# هوت سبوت شيلد
هوت سبوت شيلد أو هوتْ سپوت شِيلدْ (بالإنجليزية: Hotspot Shield)‏ هي خدمة شبكة خاصة افتراضية (VPN)، طورتها شركة (AnchorFree) وكان تديرها حتى عام 2019، ويتم إدارتها حالياً بواسطة (Pango). من خلال إنشاء اتصال مشفر بخوادم هوت سوبت شيلد، تحمي الخدمة حركة مرور مستخدمي الإنترنت من التنصت. تم استخدام هوت سبوت شيلد لتجاوز الرقابة الحكومية أثناء مظاهرات الربيع العربي في مصر وتونس وليبيا.

## مقدمة
تم تطوير هوت سبوت شيلد وتشغيله بواسطة آنكرفري (AnchorFree)، وهي شركة في وادي السيليكون ولها مكاتب في أوكرانيا وروسيا. تم إصدار أول تطبيق هوت سبوت شيلد للمستخدمين في أبريل 2008 لأنظمة تشغيل ويندوز وماك أو إس. ثم تم توسيعه ليشمل دعم آي أو إس وأندرويد في 2011 و 2012 على التوالي.
يقوم هوت سبوت شيلد بإنشاء اتصال VPN مشفر بأحد خوادم VPN العامة المدعومة، والتي يمكن للمستخدم من خلالها الاتصال بالإنترنت. يحمي الاتصال حركة المرور بين المستخدم والخادم من التنصت، لا يتم كشف عنوان IP الخاص بالعميل. في حين أن الخدمة لا يمكن أن تجعل المستخدمين مجهولين تمامًا على الإنترنت، إلا أنها يمكن أن تزيد بشكل كبير من الخصوصية والأمان. يمكن للمستخدمين تجاوز الرقابة والدخول للمواقع المحجوبة في بلدهم باستخدام هوت سبوت شيلد من خلال الاتصال بخادم VPN موجود خارج بلدهم عبر الخدمة. كل من برنامج العميل والخدمة تتبع نموذج فريميوم: الميزات الرئيسية لتطبيق العميل، بالإضافة إلى عدد من الخوادم العامة متاحة مجانًا، ولكن يتعين على المستخدمين الدفع للحصول على ميزات إضافية، والتي تشمل القضاء على الإعلانات ومكافحة الفيروسات والاتصال بمزيد من الخوادم واختيار الموقع الجغرافي للخدمة التي يتصلون بها وغيرها.

## الاستخدام العالمي
تم استخدام هوت سبوت شيلد لتجاوز الرقابة على الإنترنت في البلدان التي لديها برامج رقابة صارمة على الإنترنت. أثناء احتجاجات الربيع العربي في عام 2010، استخدم المتظاهرون هوت سبوت شيلد للوصول إلى أدوات الشبكات الاجتماعية للتواصل ورفع مقاطع الفيديو. كما تم استخدام هوت سبوت شيلد على نطاق واسع أثناء الاحتجاجات والثورة المصرية في عام 2011، عندما قام نظام مبارك بمنع الوصول إلى مواقع التواصل الاجتماعي. في عام 2013 ازداد استخدام هوت سبوت شيلد في تركيا، ردًا على الجهود المشبوهة للحكومة التركية لفرض الرقابة على وسائل التواصل الاجتماعي ووصول المواطنين إلى المواقع الدولية. في عام 2014، زاد استخدام هوت سبوت شيلد في هونغ كونغ بعد اندلاع احتجاجات هونغ كونغ 2014.
في عام 2012 زاد استخدام هوت سبوت شيلد بين مستخدمي ماك في الولايات المتحدة وأوروبا، حيث أصيب 500000 من مستخدمي أجهزة ماك بفيروس (Flashback) وتم استخدام هوت سبوت شيلد كحماية من الفيروس.

## انتقادات
تلقى هوت سبوت شيلد مراجعات إيجابية من قبل عموم المطبوعات الصناعية والمواقع الإلكترونية. صنفت مجلة بي سي (PC Magazine) البرنامج على أنه «ممتاز» وأشادت بمؤشر الحالة الخاص به، وتشفير حركة المرور، وسرعة الاتصال في بعض الأحيان، ومرونة الدفع، لكنها انتقدت النظام الأساسي لإعلانات البرنامج، وإدخال رمز موقع الويب، وتباطؤ وقت الاستجابة الكلي، وتعديلات إعداد المتصفح.
في أغسطس 2017، أصدر مركز الديمقراطية والتكنولوجيا (Center for Democracy and Technology) شكوى مفتوحة إلى لجنة التجارة الفيدرالية ذكروا أنها "تتعلق بمشاركة البيانات غير المعلنة وغير الواضحة وإعادة توجيه حركة المرور التي تحدث في هوت سبوت شيلد المجاني (Hotspot Shield Free VPN) والتي يجب اعتبارها ممارسات تجارية غير عادلة ومضللة بموجب القسم 5 من قانون FTC. لجنة التجارة الفيدرالية تشاركت مع باحثين في جامعة كارنيجي ميلون لتحليل التطبيق والخدمة ووجدت أن الخدمة تقوم بـ"ممارسات مشاركة البيانات غير المكشوف عنها" مع شبكات الإعلانات.
في فبراير 2018، اكتشف باحث أمني خطأ في الكشف عن المعلومات في التطبيق ينتج عنه تسرب لبيانات المستخدم، مثل البلد الذي يوجد فيه المستخدم، واسم شبكة الـWi-Fi للمستخدم، إذا كان متصلاً بها.

## روابط خارجية
- هوت سبوت شيلد على جوجل بلاي.
- هوت سبوت شيلد على آب ستور.
- هوت سبوت شيلد للويندوز.
- هوت سبوت شيلد لأجهزة ماك.
- هوت سبوت شيلد علي لولو ابس